# Aphthona punctiventris
Aphthona punctiventris is een keversoort uit de familie bladkevers (Chrysomelidae). De wetenschappelijke naam van de soort werd in 1874 gepubliceerd door Étienne Mulsant en Claudius Rey.